# Aleksandr Fridman
Aleksandr Aleksándrovich Fridman (en ruso: Александр Александрович Фридман, pudiéndose encontrar también escrito como Alexander Friedman o Friedmann) (San Petersburgo, 16 de junio de 1888 - Leningrado, 16 de septiembre de 1925) fue un matemático, físico y meteorólogo ruso, especializado en cosmología relativista.

## Semblanza
En 1922, Friedman descubrió una de las primeras soluciones cosmológicas de las ecuaciones de la relatividad general, la correspondiente a un universo en expansión. En 1922 y 1924, Friedman publicó tres artículos en la revista alemana de física Zeitschrift für Physik, el primero «Über die Krümmung des Raumes» (Sobre la curvatura del espacio), en el n.º 10, 1922, pp. 377 ss., y el segundo «Über die Möglichkeit einer Welt mit konstanter negativer Krümmung des Raumes» (Sobre la posibilidad de un mundo con curvatura negativa constante del espacio), ibid. 21, 1924, pp. 326-332, en los que estudiaba tres modelos de universo como soluciones cosmológicas a las ecuaciones de Einstein, correspondientes a universos con curvatura positiva, cero y negativa, respectivamente, una década antes de que Robertson y Walker publicaran sus memorias (véase Métrica de Friedman-Lemaître-Robertson-Walker). El modelo tipo primero, señala que el Universo se expande primero y luego se colapsa, el espacio está curvado sobre sí mismo etc 

La expansión del universo fue corroborada y descubierta mediante observación por Georges Lemaître en 1927, secundado por Edwin Hubble en 1929, a partir de sus medidas del alejamiento de diferentes galaxias.

## Eponimia
- El cráter lunar Fridman lleva este nombre en su honor.[1]